# 让-弗朗索瓦·恩图图梅·埃马内
让-弗朗索瓦·恩图图梅·埃马内（1939年10月6日—），在1999年1月23日至2006年1月20日期間擔任非洲國家加彭前總理。他本為加彭執政黨PDG重要成員之一。
| 前任： 保兰·奥巴梅-恩圭马 | 加蓬总理 1999年至2006年 | 繼任： 让·埃耶格·恩东 |